# Volt (Film)

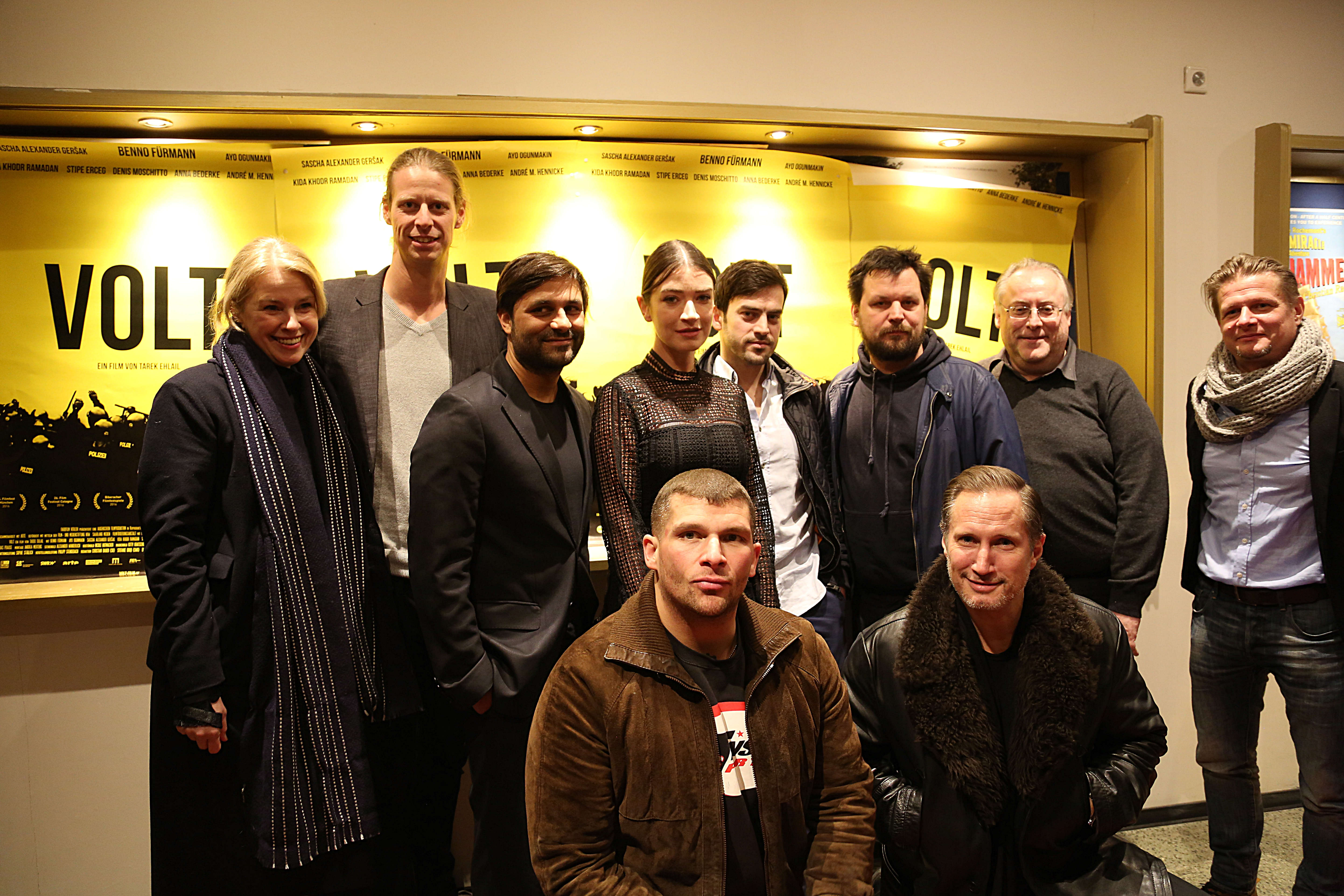
Das Film-Ensemble 2017

Volt ist ein dystopischer Polizei-Thriller des Regisseurs Tarek Ehlail aus dem Jahr 2016. Er wurde am 24. Juni 2016 beim Filmfest München uraufgeführt und kam am 2. Februar 2017 in die deutschen Kinos.

## Handlung
In naher Zukunft sind die deutschen Außengrenzen geschlossen. Migranten sind in abgelegene, zu Slums verkommene Transitzonen verbannt und sich selbst überlassen. Bei einer Polizeirazzia kommt es zum Kampf zwischen dem Polizisten Volt und dem Flüchtling Hesham, der von Volt getötet wird. Volt kann ungesehen das Areal verlassen. Weil ihn Schuldgefühle plagen, geht er in Zivil zurück in das Lager und lernt dort die Schwester des Opfers, Lablanche, kennen. Sie beginnen eine Affäre.
Er gesteht ihr den Mord und händigt ihr seine Dienstwaffe aus, damit sie sich an ihm rächen kann. Doch sie erschießt ihn nicht, weil sie nicht will, dass die ganze Welt anschließend nur noch von dem „toten Bullen“ spricht. Sie wirft die Waffe zu Boden, wo sie später von einem jungen Geflüchteten gefunden wird.

## Hintergrund
Der Regisseur Tarek Ehlail ließ sich von den Unruhen in Frankreich 2005 inspirieren. Der Film wurde am 24. Juni 2016 beim Filmfest München uraufgeführt und am 5. Juli 2018 bei Arte erstmals im Fernsehen gezeigt.

## Kritik
Andreas Borcholte kritisiert auf Spiegel Online, der Film „zünde“ nicht, weil jeder Zwischenton unter der Last einer „unverhohlenen Moralität des Plots“ erstickt werde. Dennoch setze der Film „allein ästhetisch einen willkommenen Gegenpol“ zu anderen deutschen Ermittlerdramen. Borcholte resümiert: „Ehlail stellt die brandaktuelle Frage, welche emotionalen Spielräume einem Polizisten bleiben, wenn er als Werkzeug einer unbarmherzigen Gesellschaft fungiert.“

## Verweise
- Volt bei IMDb

- Volt bei filmportal.de
- Website volt-film.de